# Ластівка пампасова
Ластівка пампасова (Stelgidopteryx ruficollis) — вид горобцеподібних птахів родини ластівкових (Hirundinidae). Поширений в Південній Америці.

## Поширення
Поширений в Центральній і Південній Америці від Гондурасу на південь до північної Аргентини та Уругваю. Південні популяції є перелітними взимку.

## Опис
Птах завдовжки до 13,5 см і важить 15 г. Він коричневий зверху, з чорнуватими крилами та хвостом і блідо-сірим крупом. Горло і верхня частина грудей руді, а нижня частина жовтувато-біла. Хвіст злегка роздвоєний.